# Akira Nagata
Akira Nagata (永田 彬, Nagata Akira, Sakai, Osaka, 22 de Janeiro de 1985) é vocalista e ator, e faz parte do grupo de J-pop Run&Gun. Fez parte do elenco de Musical Air Gear, com os membros de sua banda. Ele também é um seiyū, fazendo o protagonista do anime Lovely Complex, Otani.

## Discografia
- Run&Gun

## Filmografia

### Anime
- Lovely Complex (Atsushi Ōtani)
- Hatara Kids: My Ham Gumi (Steve)

### Drama
- Kamen Rider Den-O (Seigi Ozaki)
- Great Teacher Onizuka (Onizuka Eikichi)

### Estágio
- Macbeth (Musical Air Gear) (Janeiro de 2007, Tokyo + Osaka)
- Macbeth (Musical Air Gear vs. Bacchus Super Range Remix) (2007/05, Tokyo)
- Blue sheets (Nagai) (2008/01 Tokyo + Osaka)